# The 2nd Law: Unsustainable / Isolated System
Pistes de The 2nd Law
Liquid State
(11)
The 2nd Law: Unsustainable / Isolated System  est la douzième et treizième piste de l'album The 2nd Law paru le 1er octobre 2012. Ces deux morceaux forment un diptyque de clôture de l'album à l'instar de la symphonie en trois pièces Exogenesis: Symphony en clôture de The Resistance. Le titre et la sonorité du morceau sont publiés officiellement par le groupe le 6 juin 2012 sur leur site internet. Le morceau est en effet le support musical du trailer annonçant la sortie du sixième opus, The 2nd Law.
Depuis le 9 août 2012, le clip de The 2nd Law: Unsustainable est offert en pré-commandant l'album sur le site du groupe.

## Présentation
1. The 2nd Law: Unsustainable
2. The 2nd Law: Isolated System

Les titres complets sont The 2nd Law: Unsustainable et The 2nd Law: Isolated System. Unsustainable signifie "non durable, non viable" en anglais et isolated system, "système isolé". Il est annoncé le 13 juillet 2012 sur le compte Twitter du groupe. Un morceau est de plus publié et une voix vocodée répète à plusieurs reprises le mot "Unsustainable" ou certaines de ses syllabes.
Le 5 juin 2012, Matthew Bellamy, chanteur et leader du groupe, publie quatre tweets qui, une fois réunis donnent le discours suivant :
"All natural and technological processes proceed in such a way that the availability of the remaining energy decreases. In all energy exchanges, if no energy enters or leaves an isolated system, the entropy of that system incre,cre,cre,cre,c,c,creases. Energy continuously flows from being concentrated, to becoming dispersed, spread out, wasted and useless. New energy cannot be created and high grade energy is being destroyed. An economy based on endless growth is..."
Le mot manquant étant Unsustainable
Traduction :
Tous les processus naturels et technologiques se déroulent de façon que la disponibilité de l'énergie restante diminue. Dans tous les échanges d'énergies, si aucune énergie n'entre ou ne sort d'un « système isolé », l'entropie (ndlr : mesure physique du désordre microscopique) de ce système augmen, men, men, te, mente. L'énergie passe en permanence de l'état concentré, vers un état dispersé, étalé, gaspillé et inutile. Une nouvelle énergie ne peut pas être créée et les concentrations d'énergie sont détruites. Une économie basée sur une croissance sans fin n'est ... pas durable.
Le 10 août est publiée la vidéo entière d'une durée de 3 minutes 48. Après le passage "dubstep" et une reprise du premier thème, la journaliste reprend avec : "The fundamental laws of thermodynamics will place fixed limits on technological innovation and human advancement. In an isolated system the entropy can only increase. A species set on endless growth is..." 
Le mot Unsustainable revient alors pour clore le morceau.
La partition du morceau se retrouve sur internet, publiée par le groupe sur internet via des photos sur leur site internet.
D'abord supposé ne comprendre que des voix vocodées, on peut finalement entendre à la fin du morceau la voix de Matthew Bellamy faire quelques vocalises.

## Les musiques

### Unsustainable
Il s'agit d'un morceau beaucoup plus electro mêlant une ambiance de musique de film, des chœurs et du dubstep. Il s'agit d'un morceau très particulier sur l'album car Matthew Bellamy ne chante pas, ce morceau est quasiment instrumental. Pour ce qui est de la partie Musique de film, Matthew Bellamy déclare s'être inspiré du compositeur Hans Zimmer et de Skrillex pour les beats de dubstep. Le véritable enjeu de ce morceau a été d'enregistrer dans un premier temps les sons sur ordinateur puis de les reproduire avec de réels instruments de musique comme des cordes, des guitares électriques... Unsustainable semble donc être un morceau électronique mais la totalité des sonorités de cette chanson sont issues de vrais instruments.

### Isolated System
Le morceau se dévoile depuis 21 septembre 2012 via le site officiel du groupe en 10 extraits successives de 30 secondes. Le premier est mis en ligne dans l'après-midi. Il est dévoilé au fur et à mesure que se font les « connexions » entre fans sur le site. L'intro est un air de piano ressemblant à une musique de film angoissant comme la fameuse musique du film L'Exorciste. La mélodie au piano se veut très répétitive. Par-dessus viennent s'ajouter, des voix de journalistes hommes et femmes qui se confondent et se superposent sur une ambiance sonore très électronique. On entend également un extrait de The 2nd Law : Unsustainable, où la journaliste répète inlassablement « In an isolated system, the entropy can only increase », se faisant de plus en plus inaudible et saccadée.
Cette musique a été utilisée pour la bande-son du film World War Z de Marc Forster, sorti en 2013, avec Brad Pitt dans le rôle principal ainsi que Mireille Enos, Abigail Hargrove et Sterling Jerins.

## Clips vidéo

### The 2nd Law: Unsustainable
Le trailer de l'album publié le 6 juin 2012 présente un extrait de deux minutes du morceau ainsi qu'une vidéo associée mettant en scène la crise économique actuelle, des puits de pétrole, des traders fous, etc. Le clip vidéo, disponible depuis le 9 août 2012 pour la pré-commande de l'album, utilise les images du trailer en plus d'autres scènes inédites. La video de The 2nd Law: Unsustainable a été offerte aux personnes ayant précommandé l'album sur le site de Muse.

#### Version officielle
Dans la vidéo entière, on découvre tout d'abord des images de cerveau, avec la connexion des synapses puis plusieurs données mathématiques comme des formules, des courbes, des graphiques, etc. La partie dite plus classique du morceau intervient alors lorsque l'œil (pouvant être une allusion à l'œil qui voit tout, faisant partie de l'univers de Muse - comme nous le montre certains titres tels que City of Delusion, ou encore les Lives de Ruled by Secrecy). S'ensuit alors des images de buildings, de circuits imprimés, de foules, de chiffres de la Bourse. C'est à ce moment que la journaliste commence sa première intervention. On peut voir toutes sortes d'images concernant l'énergie avec des camions citernes mais tout cela se dégrade avec des puits de pétrole en feu ou bien encore des fuites dans les pipe-lines, ainsi que des images subliminales lors des "bogues" de la voix de la journaliste, la représentant hurlant, écarquillant les yeux. Cette accumulation qui se veut crescendo nous fait alors accéder à la partie dubstep ou un robot répète Unsustainable, You're Unsustainable. Il est à noter que durant les passages du robot, on peut apercevoir les membres du groupe sur différents live. Par la suite, on observe plusieurs personnes s'enfuir lors d'extraits du film Artificial Worlds V3.0 de Richard Fenwick, peut-être pouvons-nous faire un parallèle ici avec deux œuvres de la littérature anglaise : Sa Majesté des mouches de William Golding ou encore La Théorie des dominos de Alex Scarrow où l'Homme est totalement désemparé à la suite de l'effondrement d'un certain système. Des chiffres apparaissent à l'écran, et la musique laisse penser à un dysfonctionnement de la société basée sur la croissance. La journaliste reprend l'antenne avec un discours encore plus fataliste, concluant par Une espèce basée entièrement sur une croissance infinie est... Unsustainable affirme le robot.

#### Version alternative
Une version alternative, un montage créé par un fan, voit le jour sur YouTube le 19 août 2012, reprenant la quasi-intégralité du film Artificial Worlds V3.0.
Elle met en scène un groupe de jeunes gens fuyant de toutes leurs forces une onde de choc les rattrapant qui les fait basculer dans un monde numérique qui les fait disparaître, le tout dans un milieu industriel en bord de mer. Elle pourrait représenter l'évolution technologique pouvant rattraper l'homme et le dépasser, ce qui rejoint le thème de la 2e loi de la thermodynamique, limitant l'évolution humaine et l'avancée technologique. Comme il est dit dans Unsustainable, une espèce basée sur une infinie croissance ne peut pas subsister. Le groupe fuyant est donc sûrement le dernier groupe d'hommes sur Terre avant que l'entropie de l'Univers n'atteigne son maximum et ne détruise tout. Le film se termine sur cette apocalypse et la fin de l'espèce humaine.

### The 2nd Law: Isolated System
La vidéo de Isolated System a été diffusée le 1er octobre 2012, jour de la sortie mondiale de The 2nd Law, et offerte à ceux ayant précommandé l'album sur le site de Muse. Le clip n'est autre que le film Artificial Worlds de Richard Fenwick, autrement dit exactement la version alternative de The 2nd Law: Unsustainable proposée sur YouTube. Cette musique a été utilisée pour la bande-son du film World War Z de Marc Forster, sorti en 2013, avec Brad Pitt dans le rôle principal ainsi que Mireille Enos, Abigail Hargrove et Sterling Jerins.

## Le thème
Le thème ici développé est donc que  le fait que notre système, notre société est entièrement basée sur la croissance à ses risques et périls. En effet, selon certaines théories, cette société est vouée à l'échec puisqu'elle entraînera par la suite une récession puis une dépression. Comme pour des morceaux tels que Map of the Problematique, Matthew Bellamy se serait basé sur le livre Limits to Growth (Les Limites à la croissance (Rapport sur les limites de la croissance)).
Le titre de l'album lui-même présuppose ce thème, la seconde loi de la thermodynamique mettant en place la notion d'entropie, variable qui augmente dans un système isolé et vouant ce système à un état de stabilité énergétique, où plus aucune énergie n'est utilisable (on dit parfois état de chaos programmé), semblable à un simple bloc d'atomes équitablement répartis dans l'espace. On peut supposer que Muse admet que l'Univers entier est un système isolé (Isolated system en anglais) et est donc soumis à l'entropie, et que le gaspillage quotidien d'énergies non-renouvelables (Unsustainable en anglais) accélère l'évolution de l'Univers vers son état de chaos, de désordre.